# 石塚友二
石塚 友二（いしづか ともじ、1906年9月20日 – 1986年2月8日）は、新潟県出身の俳人・小説家・編集者。俳誌「鶴」の二代目主宰。本名は友次。

## 経歴
北蒲原郡笹岡村（現阿賀野市）生まれ。笹岡尋常高等小学校高等科卒業。農業学校を出て家業の農業に従事したのち、1924年に叔父を頼って上京。横浜の濾水工場で働いたのち、1932年まで神田の東京堂書店に勤める。この間、那珂公平の紹介で横光利一に師事したほか、多くの文人と交わる。32年、保高徳蔵の「文学クオタリイ」に参加、同人となり発行事務を手伝う。1933年、書物展望社にて随筆誌『文体』の編集に携わる。1935年、沙羅書店を設立、横光利一の『日輪』『覚書』、水原秋桜子の『葛飾』復刻版、石橋辰之助の『山行』、石田波郷の『石田波郷句集』などを刊行する。
俳句は当初秋桜子の「馬酔木」に投句。1937年、石田波郷を主宰として「鶴」を創刊、発行編集者となり、のちに波郷が応召された際には代選も務めた。1940年、『俳句研究』3月号に「方寸虚実」80句、9月号に「心塵半歳」135句を発表し注目を浴びる。1941年結婚。1942年、自身の結婚を題材とした短編小説「松風」（『文學界』1942年2月号）が第15回芥川賞候補となる。同作で1943年池谷信三郎賞受賞。1944年5月、空襲を受け新潟に疎開。9月、川端康成に勧められ鎌倉文庫に入社、上京。鎌倉稲村ケ崎に仮寓する。
戦後復刊した「鶴」では毎号に随筆「日遣番匠（ひやりばんしょう）」を掲載、1969年に波郷が没してより同主宰を継承した。1980年、第29回神奈川文化賞（文学部門）受賞。代表句に「百方に借りあるごとし秋の暮」などがあり、日々の生活を題材とし、私小説的な世界がそのまま俳句となるような句境を開いた。1986年2月8日、気管支炎による心不全のため死去、79歳。

## 著書
- 百万 三省堂 1940 (俳苑叢刊)
- 方寸虚実 甲鳥書林 1941 (昭和俳句叢書)
- 冬鶯 協栄出版社 1943
- 松風 小山書店 1943
- 青春 小山書店 1944
- 渚にて 角川書店 1947
- 青野 海口書店 1948
- 橋守 改造社 1948
- 光塵 句集 一橋書房 1954
- とぼけ旅人 俳句随筆 北辰堂 1956
- 日遣番匠 学文社 1973
- 田螺の唄 永田書房 1973
- 磊磈 五月書房 1976
- 石塚友二集 俳人協会 1977
- 石塚友二句集 自選自解 白凰社 1979
- 玉縄抄 句集 四季出版 1985
- 玉縄抄以後 竹頭社 1987
- 俳句の話 宝文館出版 1992

## 関連文献
- 村沢夏風編 『石塚友二の世界』 梅里書房、1990年